# Госпітальний округ

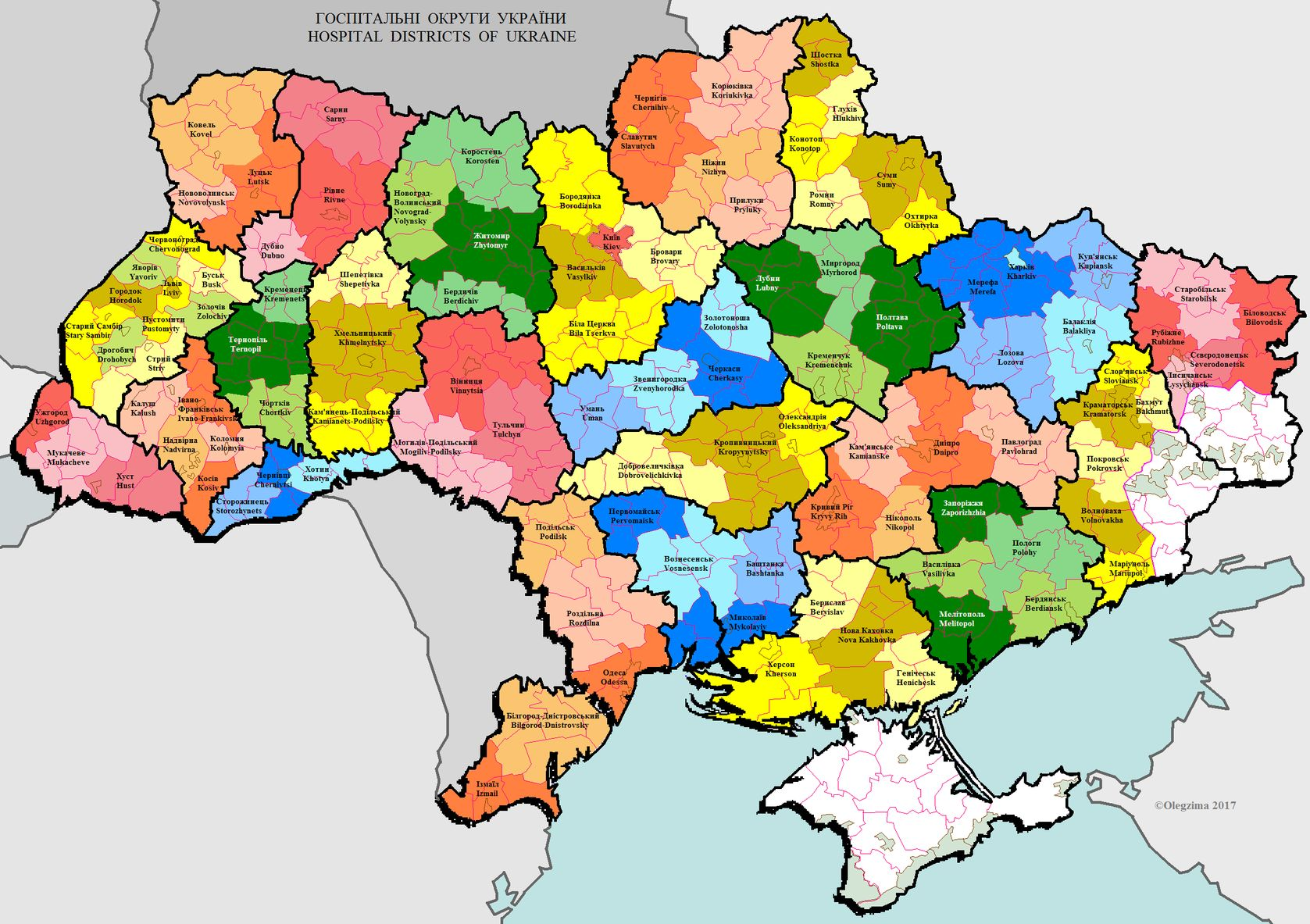
Один з проєктів госпітальних округів України

Госпітальний округ — територіальне об'єднання закладів охорони здоров'я України декількох районів в одну мережу за принципом доступності, щільності та кількості населення, наявності укомплектованих лікувальних закладів, усталених шляхів доправлення пацієнтів та дорожнього сполучення.  
Один госпітальний округ передбачає обслуговування щонайменше 120–200 тис. осіб, а доступність до медичних послуг повинна забезпечуватись у межах 60-хвилинної транспортної досяжності. Адміністративним центром є населений пункт з населенням понад 40 тис.  
За задумом реформа дозволить оптимізувати витрати на утримання численних лікарень, наблизить саме якісні медичні заклади до населення областей без необхідності відвідування обласного центру. Частину лікарень передбачено перепрофілювати: у менших населених пунктах залишаться переважно заклади первинної медичної допомоги. 

## Умови
Згідно з реформою, обласні ради мають право самостійно формувати пропозиції щодо меж госпітальних округів. Основні критерії:
- наявність щонайменше однієї лікарні інтенсивного лікування (І чи ІІ рівня);
- охоплення території з населенням від 120 тис. осіб (для лікарні І рівня) або від 200 тис. (для лікарні ІІ рівня);
- можливість під'їзду основними дорогами з будь-якої точки округу не більш ніж за 60 хвилин за умови наявності доріг з твердим покриттям.

Порядок створення та функціонування госпітальних округів регламентується постановою Кабінету Міністрів України від 27 листопада 2019 р. № 1074..

## Проєкти госпітальних округів
Станом на 4 лютого 2017 року в Україні планувалося створення 105 госпітальних округів у межах України, з них 59 у 16 регіонах викладені у проекті Розпорядження Кабінету Міністрів України, проте 27 листопада 2019 року КМУ скасував розпорядження Про затвердження переліку та складу госпітальних округів у областях. 

## Порядок створення госпітальних округів
19 червня 2020 року Кабінет Міністрів України затвердив порядок створення госпітальних округів.  Цей порядок передбачає утворення госпітальних рад як дорадчих органів при обласних радах, Раді міністрів Автономної Республіки Крим, Київській та Севастопольській міських державних адміністраціях. 
Госпітальні округи формуються на основі таких принципів:
•	Безпечність та якість медичної допомоги — забезпечення послуг відповідно до стандартів доказової медицини.
•	Своєчасність доступу до медичної допомоги — зручний і оперативний доступ пацієнтів до лікування.
•	Економічна ефективність — раціональне використання ресурсів для забезпечення максимальної якості медичних послуг.
Спроможна мережа госпітального округу
Спроможна мережа госпітального округу — це система медичних закладів, які здатні надавати якісну, комплексну, безперервну й орієнтовану на пацієнта медичну допомогу. Її структура формується з урахуванням соціально-демографічні характеристики населення та особливості його розселення.
Мережа визначається органами місцевого самоврядування: Радою міністрів Автономної Республіки Крим, обласними, Київською та Севастопольською міськими державними адміністраціями.
Спроможна мережа складається з:
•Опорних закладів охорони здоров’я — багатопрофільних закладів державної або комунальної власності, які відповідають рівню лікарень інтенсивного лікування першого або другого рівня.
•Інших медичних закладів, зокрема:
- багатопрофільних перинатальних та спеціалізованих центрів,

- дитячих лікарень,
- закладів для лікування онкологічних, інфекційних, туберкульозних та інших соціально значущих захворювань.